# مایکل مارینکویچ
مایکل مارینکویچ (انگلیسی: Michael Marinkovic؛ زادهٔ ۲۹ اوت ۱۹۹۱) بازیکن فوتبال اهل آلمان است.